# 凱克特斯姆維村 (亞利桑那州)
凱克特斯姆維村（英語：Kykotsmovi Village）是位於美國亞利桑那州納瓦霍縣的一個人口普查指定地區。根據2010年美國人口普查，該地人口為776人，而該地的面積約為43.86平方千米。

## 地理
凱克特斯姆維村的座標為35°52′15″N 110°37′06″W / 35.87083°N 110.61833°W，而該地最高點為海拔高度1731米（即5679英尺）。